# Biofotogrametria

## Origem dos Pressupostos Técnicos
A origem da palavra (bios: "vida"; fotogrametria: aplicação da métrica a imagens fotográficas), remete à aplicação da métrica em fotogramas de registro de movimentos corporais, atributo da manifestação da vida.
Derivada do processo que inicialmente foi designado de Fotogrametria Computadorizada, a Biofotogrametria possui uma sistematização própria, cujo objetivo é assegurar acurácia, confiabilidade e reprodutibilidade.
Na agrimensura, de onde se originou a Fotogrametria, a expressão designa a técnica que permite efetuar as medidas de um objeto quanto às suas formas e situação espacial, através de perspectivas registradas fotograficamente. A fotogrametria cartográfica como é chamada na agrimensura, trata, básica e principalmente, da produção de mapas planimétricos, topográficos e outros procedimentos de medida. Divide-se em aerofotogrametria, quando o material de imagem é obtido de uma plataforma espacial, e fotogrametria terrestre, também chamada de fotogrametria de curta distância, quando as estações fotográficas são fixas ao solo. 
A fotogrametria desenvolveu-se como ferramenta útil à agrimensura e à cartografia, o que possibilitou uma evolução em equipamentos e metodologias de produção, a ponto de, quando empregada em outras ciências, a técnica ser citada como fotogrametria não-cartográfica.
Pode-se resumir a diferença entre a fotogrametria cartográfica e não-cartográfica como sendo a primeira, uma técnica onde a câmera é móvel em relação ao que se mede, que permanece fixo, enquanto na segunda o inverso acontece, ou seja, a câmera permanece fixa enquanto o que se deseja medir movimenta-se perante seu campo de imagem.

## Histórico
Uma das aplicações da fotogrametria não-cartográfica ocorreu quando passou-se a utilizar os conhecimentos oriundos da técnica para proceder à análise do movimento. No Brasil, a aplicação da fotogrametria enquanto instrumentação em biomecânica deu-se inicialmente na área desportiva e funcional, onde principalmente a postura corporal era analisada através de recursos mais simples, por volta da década de 80.
Somente ao final da década de 90, com o avanço da tecnologia e barateamento dos custos de equipamentos digitais, como câmeras, e o uso em larga escala dos computadores pessoais, a ideia de adaptação da metodologia mais complexa em cinemetria em simplificação de etapas processuais recebeu um forte impulso.
Porém, sistemas computadorizados mais sofisticados, dedicados à avaliação do movimento tridimensional, são inviáveis para uso no cenário da prática clínica diária, como clínicas, hospitais, unidades de saúde ou domicílios. Destinam-se principalmente aos grandes centros de pesquisas e laboratórios de análise de movimentos de alta performance, como no esporte de elite.
Por outro lado, cada vez mais a prática baseada em evidências, disseminada como tendência de qualidade no atendimento à saúde da população, exigia dos profissionais do movimento informações objetivas nos procedimentos de avaliações do movimento, integrantes da diagnose e do acompanhamento evolutivo de síndromes motoras.
A Biofotogrametria emergiu neste cenário de obediência aos princípios regimentais requeridos para a prática da fotogrametria de alta complexidade, desenvolvida por sistemas validados previamente. Todavia, buscava a adaptação de cada etapa à realidade dos escassos recursos financeiros disponíveis nos espaços típicos de atenção à saúde no Brasil.
A aplicação dos princípios fotogramétricos se deu às imagens de movimentos corporais obtidas quer por câmera de vídeo, quer por câmera fotográfica. A essas imagens foram aplicadas bases apropriadas de fotointerpretação, gerando-se uma nova ferramenta no estudo da cinemática: a Biofotogrametria.

### Adaptação da Fotogrametria Cartográfica à Análise de Movimento Humano
Os primórdios da técnica referem-se ao trabalho do Prof. Dr. Carlos Alberto Rosa Ferreira e do Prof. Dr. Kelo Correia da Silva (1994, apud Baraúna 1997) na Universidade Técnica de Lisboa, quando desenvolveram um software experimental para computadores, que selecionava imagens obtidas através fitas de vídeo em VHS, permitindo a delimitação de pontos, e o cálculo dos ângulos formados entre esses pontos. O processo como um todo era chamado Fotogrametria Computadorizada. 
O programa, em sua versão beta, foi utilizado com sucesso em um estudo que analisou a marcha de amputados de membro inferior que utilizavam prótese, e chegou ao Brasil em 1998, onde foram iniciados estudos para o aperfeiçoamento técnico pelo Prof. Dr. Mário António Baraúna e pelo Prof. Dr. Alcimar Barbosa Soares.
A partir de então, muitas pesquisas se sucederam até 2003 quando, após vários experimentos compreendidos entre a validação do instrumento e a sua aplicação na prática clínica em Fisioterapia, a Profa. Dra. Denise da Vinha Ricieri estabeleceu um padrão de sistematização procedimental fora do ambiente do software inicial. A exemplo de estudos anteriores - principalmente na área de Educação Física - ela utilizou apenas softwares não-dedicados e de livre comercialização para chegar às leituras angulares e lineares de movimentos corporais registrados através de fotogramas ou fotografias digitais. A isso, ela denominou Biofotogrametria, marca que foi registrada no INPI em 2008, por ocasião da conclusão de seu doutorado, trabalho no qual ela aperfeiçoou o processo e suas etapas de acordo com princípios matemáticos, geométricos e biomecânicos.
A nova abordagem apresentava como ênfase os princípios e interesses diagnósticos da disfunção motora, no âmbito da recuperação funcional. O objetivo: oportunizar o acesso do profissional do movimento à prática baseada em evidências oriundas de análises quantitativas que pudessem ser levadas a termo no próprio ambiente de atenção à saúde, curativa ou preventiva, como domicílios, clínicas, unidades de saúde, hospitais e escolas. Era a tecnologia migrando dos laboratórios de pesquisa para cenários médico-hospitalares para servir àqueles que mais se beneficiariam de sua utilização como instrumento balizador de tomadas de decisões: o paciente.

### Vantagens do uso da Biofotogrametria em Cinemática Clínica
Entretanto, esta migração e adaptação, proposta e amplamente estudada sob diferentes ópticas e especialidades, não ocorreu sem que perdas tivessem que ser admitidas. A análise tridimensional (3D) mostrou-se inviável como base operacional de um recurso que deveria apresentar transportabilidade para aquisição de imagens de movimentos nos locais onde o paciente estivesse sendo atendido, ou onde se pretendesse realizar análises de movimento em grande número de pessoas, como na ergonomia e no acompanhamento do crescimento infantil, em escolas.
Assim, a simultaneidade da análise em diferentes planos teve de ser abortada, ficando a Biofotogrametria restrita às análises possíveis em dois planos de movimento, ou análise bidimensionais (2D). Mesmo assim, o único instrumento atualmente utilizado para análise angular de movimentos, e considerado padrão-ouro, é o goniômetro, e em relação a ele, pode-se afirmar que a incorporação da tecnologia de aquisição de imagem para medidas representou um ganho significativo na avaliação dos movimentos.
A Biofotogrametria poderia ter sido mais um entre tantos recursos não-invasivos de análise do movimento, se não trouxesse em seu bojo duas grandes vantagens na efetividade de sua aplicação: (1) o baixo custo de implementação do sistema, e (2) a transportabilidade dos instrumentos que se lhe compõem.
Precisão, reprodutibilidade, arquivamento de registros, comparação de resultados na evolução das síndromes motoras, feed-back visual para o paciente. Estas foram as principais aquisições conquistadas pelos profissionais que aderiram à incorporação de tecnologia e diferenciação no mercado de trabalho pelo uso de um instrumento de medida que proporciona uma melhor linguagem de comunicação entre profissionais e pacientes com quem se relacionam, no momento de expressar, através de relatórios, a eficiência e efetividade dos recursos e métodos terapêuticos sobre a evolução clínica da recuperação do movimento.